# Győrvár megállóhely
Győrvár megállóhely egy Vas vármegyei vasúti megállóhely Győrvár településen, a GYSEV üzemeltetésében. A település lakott területének keleti szélén helyezkedik el, közúti elérését csak önkormányzati utak biztosítják. Mai korszerű formáját a 2016-os átépítés során nyerte el.

## Vasútvonalak
A megállóhelyet az alábbi vasútvonalak érintik:
- Szombathely–Nagykanizsa-vasútvonal

## Kapcsolódó állomások
A megállóhelyhez az alábbi állomások vannak a legközelebb:
- Pácsony vasútállomás (Szombathely–Nagykanizsa-vasútvonal)
- Egervár-Vasboldogasszony vasútállomás (Szombathely–Nagykanizsa-vasútvonal)

## Forgalom

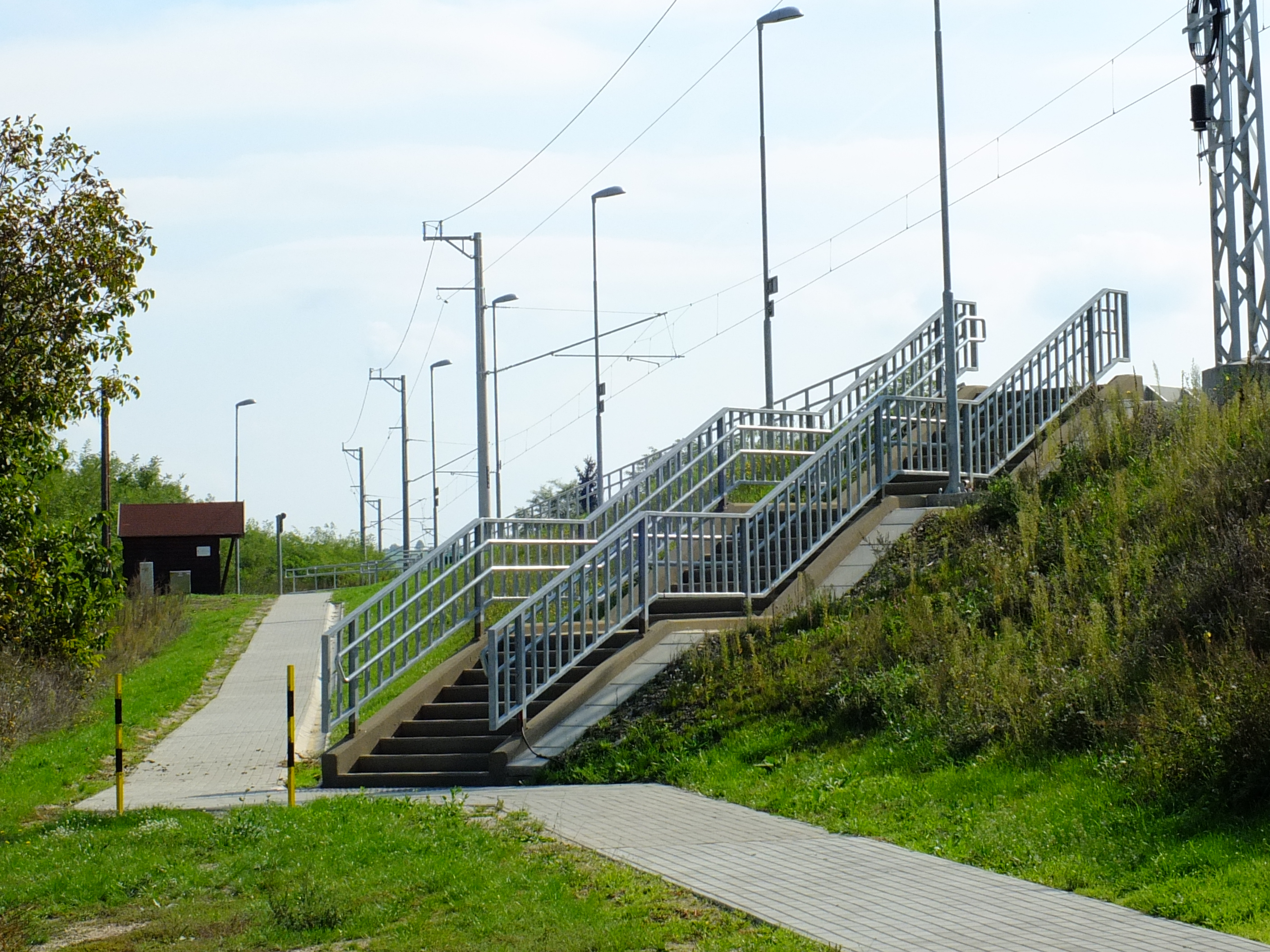
Győrvár vasúti megálló

| Járat               | Útvonal | Gyakoriság                             |
| ------------------- | --- | -------------------------------------- |
| személyvonat        | Szombathely – Gyöngyöshermán – Sorkifalud – Szentléránt – Püspökmolnári – Vasvár – Pácsony – Győrvár – Egervár-Vasboldogasszony – Zalaszentlőrinc – Zalaszentiván (– napi 4 pár tovább: Zalaegerszeg) | Napi 7 pár                             |
| személyvonat        | Zalaegerszeg → Zalaszentiván → Zalaszentlőrinc → Egervár-Vasboldogasszony → Győrvár → Pácsony → Vasvár → Püspökmolnári → Szentléránt → Sorkifalud → Gyöngyöshermán → Szombathely → Répcelak → Csorna → Győr | Szeptember 5-étől vasárnap 1 Győr felé |
| Pannónia InterRégió | Szombathely (– Gyöngyöshermán – Sorkifalud – Szentléránt) – Püspökmolnári – Vasvár (– Pácsony – Győrvár – Egervár-Vasboldogasszony – Zalaszentlőrinc) – Zalaszentiván (– Búcsúszentlászló – Zalaszentmihály-Pacsa – Pötréte – Gelse) – Nagykanizsa – Murakeresztúr (– Őrtilos) – Gyékényes – Berzence (– Somogyudvarhely – Bélavár – Vízvár) – Babócsa – Barcs – Darány – Szigetvár – Szentlőrinc – Pécs | 4 óránként                             |